# X-Men (TV-serie)
X-Men är en animerad TV-serie, producerad mellan 1992 och 1997. Serien handlar om superhjältarna X-Men som samlas av Professor X för att rädda världen.
- Cedric Smith - Professor Charles Xavier
- Cathal J. Dodd - Wolverine/Logan
- Norm Spencer - Cyclops/Scott Summers
- Iona Morris - Storm/Ororo Munroe (1992)
- Alison Sealy-Smith - Storm/Ororo Munroe (II) (1992-1997)
- Chris Potter - Gambit/Remy LeBeau (1992-1996)
- Tony Daniels - Gambit/Remy LeBeau (1997)
- Lenore Zann - Rogue
- George Buza - Beast/Dr. Henry 'Hank' McCoy
- Catherine Disher - Jean Grey/Phoenix
- Alyson Court - Jubilee/Jubilation Lee

### Fotnoter
1. ↑  David Perlmutter, ”X-Men”, The Encyclopedia of American Animated Television Shows, Rowman & Littlefield, 15 maj 2018.[källa från Wikidata]
2. ↑  Rose Moore (23 mars 2016). ”10 Things You Didn’t Know About X-Men The Animated Series” (på engelska). Screenrant. http://screenrant.com/x-men-animated-series-best-facts-trivia/?view=all. Läst 13 januari 2017.